# Avalon (Mythologie)
Avalon, auch Avalun (verwandt mit der indogermanischen Wortwurzel *aballo- für „Apfel“), ist ein mythischer Ort, der aus dem Sagenkreis um König Arthur bekannt ist.

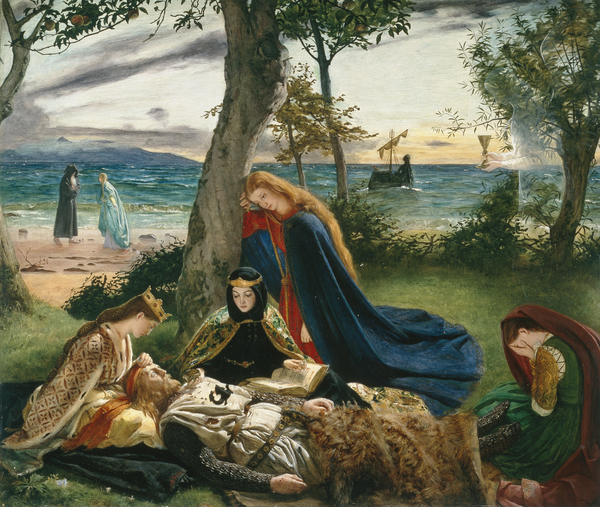
La Mort d’Arthur von James Archer (1860), König Arthurs Tod darstellend, im Hintergrund die Barke zur Überfahrt nach Avalon.

## Etymologie und Mythologie
Geoffrey of Monmouth nennt Avalon in seiner Historia Regum Britanniae (1135) auf Lateinisch Insula Avallonis. In seiner 1150 verfassten Vita Merlini wird der Ort Insula Pomorum „Apfelinsel“ genannt. Avalon kommt von kymrisch abal („Apfel“) oder aball („Apfelbaum“), mittelkymrisch afallach, neuwalisisch afal, auch afall (siehe auch Afallach). Weitere Schreibweisen sind Ynis Avalach und Ynys yr Afallon.
Anzunehmen ist auch ein Einfluss durch die irischen Legenden um Manannán mac Lir und Lugh, wo der Ort Emain Ablach (von ablach „Äpfel besitzend“) heißt, was gleichzeitig in der altirischen Mythologie ein Name für die Isle of Man war, siehe auch Immram Brain „Brans Seefahrt“. Die gallisch-indogermanische Wurzel ist *abal „Apfel“, siehe auch Avallon in Burgund.
Der Arthurssage, später der Gralsgeschichte nach war Avalon der Aufenthaltsort König Arthurs nach seiner Verwundung. Nach Chrétien de Troyes soll die Heilerin Morgan le Fay ihren Halbbruder auf der Insel Avalon gepflegt und geheilt haben. In der Vita Merlini wird Morgan als die älteste von neun Schwestern genannt, die Avallon regieren.

## Lokalisierungsversuche
Der Ort Glastonbury in England erhebt seit 1191 den Anspruch, das sagenhafte Avalon zu sein. König Heinrich II. verfügte 1184 den Wiederaufbau der durch Brand zerstörten Abtei. 1191 entdeckten die Mönche bei den Renovierungsarbeiten auf ihrem Friedhof einen Baumsarg. Die beiden darin liegenden Skelette wurden als angebliches Grab von König Arthur und seiner Gattin Guinevere bezeichnet, da ein Bleikreuz mit der Inschrift

“Hic jacet sepultus inclitus rex Arturius cum Wenneriveria uxore sua secunda in insula Avallonia”

„Hier liegt der berühmte König Artus mit seiner zweiten Frau Wenneveria auf der Insel Avalon begraben.“

dabei gelegen haben soll, wie Giraldus Cambrensis mit eigenen Augen gesehen haben will. Der Archivar und Historiker William Camden beschreibt 1607 ebenfalls dieses Kreuz, nennt allerdings in der Inschrift die Gattin Arthurs nicht. König Edward I. ließ das Grab wieder öffnen und fand darin riesige und besonders schöne Knochen ([…] ossa dicti regis mirae grossitudinis, et Gwunnarae regina mirae pulcritudinis […]), die vor dem Hochaltar wieder beigesetzt wurden. Eine mittelalterliche Fälschung „im Dienste der Wahrheit“ im Sinne einer „fiktionalen Wissenschaft“ wäre ebenfalls möglich.
In Kroatien nahe Split wurden Grabplatten eines Lucius Artorius Castus gefunden. Daraus lässt sich seine Laufbahn, unter anderem Kommandos in Britannien und über Britannische Truppen in Gallien entnehmen, was gewisse, aber nicht beweisbare, Ähnlichkeiten mit der Personalie von König Artus ergibt.
Für die Theorie, dass die Kelten der britischen Inseln und die Gallier glaubten, ihre Vorfahren stammten von einem Kontinent, der im westlichen Meer versunken sei, gibt es keine stichhaltigen Beweise in der schriftlichen Tradition. Die Waliser nennen einen Ort, der als Insel in einem See (Avallonia, Avallach) oder als Bardsey Island (Ynys Enlli) in der Bucht von Pwllheli (Avallun) beschrieben wird.
Versuche, Avalon mit dem versunkenen Atlantis in Verbindung zu bringen, das laut Platon „während eines einzigen schlimmen Tages und einer einzigen schlimmen Nacht“ im Meer versank, sind in esoterischen Kreisen sporadisch vorhanden.
Abalus in der Nordsee, beschrieben bei Plinius d. Ä. und Pytheas von Massilia, war den seefahrenden mediterranen Völkern seit der Bronzezeit bekannt als Lieferant für Bernstein und Kupfer. Helgoland wird oft als Rest Abalus', welches wesentlich größer angenommen wird, angesehen.

## Avalon in der Literatur
Eine der ältesten Versionen erzählt Sir Thomas Malory in seinem Le Morte Darthur von 1470, das die meisten späteren Erzähler beeinflusst hat.
Die bekannteste Nacherzählung der Neuzeit ist der Fantasy-Roman Die Nebel von Avalon von Marion Zimmer Bradley.
Weitere Werke zum Thema sind Pendragon Zyklus und Avalons Rückkehr von Stephen Lawhead, Thomas A. Barrons Trilogie The Great Tree of Avalon (Der Zauber von Avalon) und Gunter Arentzens 2003 erschienenes Buch Der Kelch von Avalon.
Pierre Dietz verortet die Inseln von Avalon in seinem historisch recherchierten Roman »King« Artus und das Geheimnis von Avalon in der Bretagne.
Der 2023 erschienene Entwicklungsroman von Nell Zink trägt den Titel Avalon und bezieht sich dabei einerseits auf die Legende von König Artus und andererseits auf eine Ortschaft auf der Insel Santa Catalina Island vor der süd-kalifornischen Küste.